# 百坡山薹草
百坡山薹草（学名：Carex baiposhanensis）为莎草科薹草属下的一个种，为中国的特有植物。分布于中国大陆的四川省等地，生长于海拔900米的地区，一般生于云南松林下，目前尚未由人工引种栽培。

## 扩展阅读
- 維基物種上的相關：百坡山薹草